# Drosera purpurascens
Drosera purpurascens es una especie de planta perenne compacta y tuberosa  perteneciente al género de plantas carnívoras Drosera. 

## Descripción
Se produce desde  2-5 tallos erectos o semierectos laterales que crecen de 3 a 10 cm de largo. El tamaño compacto de la planta combinada con los relativamente largos pecíolos lo distinguen de todos los demás miembros de la sección de Stolonifera. Florece de julio a octubre, la floración se produce en masa después de los incendios forestales.

## Distribución y hábitat
Es un endemismo de Australia Occidental, en una región de Mount Cooke a cerca de Katanning y Ongerup al sur hasta la región Denmark-Albany. Crece en la arena, en suelos de laterita. 

## Taxonomía
Drosera purpurascens fue formalmente descrita por primera vez por August Friedrich Schlotthauber de 1856. En 1982, N.G.Marchant describió una subespecie de D. stolonifera que luego fue reducida a la sinonimia de D. purpurascens. Fue publicado en Bonplandia 4: 111. 1856.
Etimología
Drosera: tanto su nombre científico –derivado del griego δρόσος (drosos): "rocío, gotas de rocío"– como el nombre vulgar –rocío del sol, que deriva del latín ros solis: "rocío del sol"– hacen referencia a las brillantes gotas de mucílago que aparecen en el extremo de cada hoja, y que recuerdan al rocío de la mañana.
purpurascens: epíteto latino que significa "púrpura".
Sinonimia
- Drosera stolonifera subsp. compacta N.G.Marchant, in Fl. Australia 8: 384 (1982).[4]